# Nosophora parvipunctalis
Nosophora parvipunctalis là một loài bướm đêm trong họ Crambidae.